# Oldtown (Maryland)
Oldtown es un lugar designado por el censo ubicado en el condado de Allegany en el estado estadounidense de Maryland. En el Censo de 2010 tenía una población de 86 habitantes y una densidad poblacional de 247,8 personas por km².

## Geografía
Oldtown se encuentra ubicado en las coordenadas 39°32′34″N 78°36′56″O / 39.54278, -78.61556. Según la Oficina del Censo de los Estados Unidos, Oldtown tiene una superficie total de 0.35 km², de la cual 0.35 km² corresponden a tierra firme y (0%) 0 km² es agua.

## Demografía
Según el censo de 2010, había 86 personas residiendo en Oldtown. La densidad de población era de 247,8 hab./km². De los 86 habitantes, Oldtown estaba compuesto por el 100% blancos, el 0% eran afroamericanos, el 0% eran amerindios, el 0% eran asiáticos, el 0% eran isleños del Pacífico, el 0% eran de otras razas y el 0% pertenecían a dos o más razas. Del total de la población el 0% eran hispanos o latinos de cualquier raza.